# فهرست قنات‌های شهرستان شهرکرد
جدول زیر بر اساس آمار وزارت جهاد کشاورزی تهیه شده‌است. فهرست زیر قنات‌های شهرستان شهرکرد در استان چهارمحال و بختیاری را نشان می‌دهد.
| نام قنات                      | موقعیت                         | نزدیک‌ترین روستا | طول قنات (متر) | تعداد میله چاه | عمق مادر چاه | دبی (لیتر بر ثانیه) | سطح زیر کشت (هکتار) |
| ----------------------------- | ------------------------------ | --------------- | -------------- | -------------- | ------------ | ------------------- | ------------------- |
| احمدآباد                      | بخش مرکزی شهرستان شهرکرد       | هرچگان          | ۲۵۰۰           | ۱۰۰            | ۳۵           | ۳۰                  | ۳۶۰                 |
| اسکندر                        | بخش لاران شهرستان شهرکرد       | مرغملک          | ۲۶۰            | ۱۳             | ۶            | ۱۲                  | ۱۸                  |
| افساره                        | بخش مرکزی شهرستان شهرکرد       | ناقه            | ۱۰۰۰           | ۲۸             | ۱۴           | ۸                   | ۳۲                  |
| امام قیس                      | بخش مرکزی شهرستان شهرکرد       | پیربلوط         | ۳۰۰            | ۱۱             | ۱۰           | ۱۵                  | ۰                   |
| باشلق                         | بخش لاران شهرستان شهرکرد       | مرغملک          | ۱۶۰            | ۱۲             | ۰            | ۱۵                  | ۴۶                  |
| بصیرآباد                      | بخش مرکزی شهرستان شهرکرد       | ارجنک           | ۱۰۰            | ۶              | ۱۰           | ۰                   | ۵                   |
| بلبلی                         | بخش مرکزی شهرستان شهرکرد       | ناقه            | ۳۰۰۰           | ۵۰             | ۳۰           | ۴۰                  | ۰                   |
| تازه آخهار                    | بخش لاران شهرستان شهرکرد       | سرغملک          | ۵۰۰            | ۳۴             | ۱۰           | ۱۵                  | ۳۶                  |
| جانعلی                        | بخش لاران شهرستان شهرکرد       | مرغملک          | ۷۰             | ۳              | ۴            | ۱۰                  | ۱۴                  |
| جری                           | بخش مرکزی شهرستان شهرکرد       | ارجنگ           | ۹۰۰            | ۴۰             | ۱۷           | ۵                   | ۱۰                  |
| جلال‌آباد                      | بخش مرکزی شهرستان شهرکرد       | ناقه            | ۲۵۰۰           | ۶۰             | ۲۰           | ۲۰                  | ۸۰                  |
| حاجی‌آباد                      | بخش مرکزی شهرستان شهرکرد       | پیربلوط         | ۳۰۰            | ۱۲             | ۵            | ۰                   | ۶                   |
| حسین‌آباد                      | بخش مرکزی شهرستان شهرکرد       | چالشتر          | ۳۰۰۰           | ۱۴۰            | ۳۳           | ۳۵                  | ۱۳۰                 |
| حسین‌آباد                      | بخش لاران شهرستان شهرکرد       | مرغملک          | ۸۰             | ۴              | ۶            | ۸                   | ۳۴                  |
| دالونک                        | بخش لاران شهرستان شهرکرد       | سودجان          | ۱۲۰            | ۹              | ۵            | ۱۰                  | ۴۵                  |
| دره گرم علیا                  | بخش لاران شهرستان شهرکرد       | دره گرم         | ۵۰             | ۵              | ۳            | ۱۰                  | ۱۵                  |
| دنکدزی پایین                  | بخش مرکزی شهرستان شهرکرد       | دستگرد          | ۲۰۰۰           | ۶۳             | ۳۵           | ۲۵                  | ۱۶۰                 |
| ساق دره                       | بخش مرکزی شهرستان شهرکرد       | هفشجان          | ۵۰۰            | ۲۸             | ۱۵           | ۵                   | ۱۰                  |
| شابولان                       | بخش لاران شهرستان شهرکرد       | مرغملک          | ۱۴۰            | ۵              | ۳            | ۱۰                  | ۲۰                  |
| شب دره                        | بخش مرکزی شهرستان شهرکرد       | طقانک           | ۱۰۰            | ۶              | ۸            | ۵                   | ۱۰                  |
| شتری                          | بخش مرکزی شهرستان شهرکرد       | ناقه            | ۲۲۰۰           | ۴۵             | ۴۰           | ۲۰                  | ۰                   |
| عزت‌آباد                       | بخش مرکزی شهرستان شهرکرد       | کاکولک          | ۱۰۰۰           | ۲۵             | ۱۸           | ۳۰                  | ۸۵                  |
| قاراکهریز                     | بخش مرکزی شهرستان شهرکرد       | پیربلوط         | ۵۰۰            | ۱۵             | ۰            | ۱۲۰                 | ۱۰۰                 |
| قاطرلنگ                       | بخش مرکزی شهرستان شهرکرد       | کاکولک          | ۵۰۰            | ۱۰             | ۷            | ۴۰                  | ۸۵                  |
| قربه                          | بخش مرکزی شهرستان شهرکرد       | وردنجان         | ۲۲۰۰           | ۷۵             | ۳۰           | ۵۰                  | ۲۷۰                 |
| قره دره بالا                  | بخش لاران شهرستان شهرکرد       | سرغملک          | ۴۰             | ۶              | ۷            | ۷                   | ۱۶                  |
| قره دره پایین                 | بخش لاران شهرستان شهرکرد       | سرغملک          | ۶۰             | ۵              | ۶            | ۷                   | ۱۱                  |
| قره کهریز بالا                | بخش لاران شهرستان شهرکرد       | سرغملک          | ۳۰             | ۱              | ۰            | ۸                   | ۱۵                  |
| قره کهریز پایین               | بخش لاران شهرستان شهرکرد       | مرغملک          | ۳۰۰            | ۲۴             | ۱۰           | ۱۲                  | ۳۲                  |
| قریه                          | بخش مرکزی شهرستان شهرکرد       | چاشتر           | ۲۰۰۰           | ۶۰             | ۲۲           | ۵                   | ۲۸۰                 |
| قنات آبهی                     | بخش مرکزی شهرستان شهرکرد       | هفشجان          | ۲۰۰            | ۱۱             | ۱۵           | ۵                   | ۹٫۶۹۹۹۹۹۸۰۹۲۶۵۱۴    |
| قنات بارغلی مسعودی            | بخش لاران شهرستان شهرکرد       | مرغملک          | ۶۰             | ۲              | ۴            | ۸                   | ۷                   |
| قنات بالا آبش شر              | بخش مرکزی شهرستان شهرکرد       | فرخشهر          | ۲۵۰            | ۱۵             | ۸            | ۵                   | ۸                   |
| قنات بالا بجگزاری             | بخش مرکزی شهرستان شهرکرد       | شمس‌آباد         | ۹۰۰            | ۳۰             | ۲۵           | ۱۵                  | ۲۰                  |
| قنات بالا حاج کهوا            | بخش مرکزی شهرستان شهرکرد       | شهرکرد          | ۵۰۰            | ۲۵             | ۱۵           | ۱۰                  | ۳۶۰                 |
| قنات بالا دره مهدی            | بخش مرکزی شهرستان شهرکرد       | شهرکرد          | ۸۰۰            | ۳۵             | ۲۵           | ۱۵                  | ۹۲                  |
| قنات بالا دره چاهی            | بخش مرکزی شهرستان شهرکرد       | شهرکرد          | ۱۰۰۰           | ۳۵             | ۳۰           | ۱۰                  | ۴۰                  |
| قنات بالا ساوردک              | بخش مرکزی شهرستان شهرکرد       | شهرکیان         | ۱۲۰            | ۱۲             | ۱۰           | ۵                   | ۸                   |
| قنات بالا شوراچه              | بخش مرکزی شهرستان شهرکرد       | فرخشهر          | ۱۷۰۰           | ۷۵             | ۲۵           | ۱۰                  | ۱۱۶                 |
| قنات بالا قلنگان دشنده        | بخش مرکزی شهرستان شهرکرد       | شهرکرد          | ۱۵۰۰           | ۵۳             | ۳۸           | ۱۵                  | ۱۰۸۰                |
| قنات بالا قیاجوه              | بخش مرکزی شهرستان شهرکرد       | بهرام‌آباد       | ۱۰۰            | ۶              | ۴            | ۲                   | ۴                   |
| قنات بالا مرغک                | بخش مرکزی شهرستان شهرکرد       | فرخشهر          | ۳۰۰            | ۱۶             | ۹            | ۴                   | ۱۴                  |
| قنات بالا منصورآباد           | بخش مرکزی شهرستان شهرکرد       | فرخشهر          | ۲۰۰۰           | ۳۲             | ۱۵           | ۱۵                  | ۴۵                  |
| قنات بالا نانواخانه           | بخش مرکزی شهرستان شهرکرد       | شهرکرد          | ۳۰۰            | ۳۰             | ۱۰           | ۵                   | ۱۰۵                 |
| قنات بالا پاجفت               | بخش مرکزی شهرستان شهرکرد       | فرخشهر          | ۲۰۰۰           | ۸۰             | ۲۵           | ۲۰                  | ۱۵۰                 |
| قنات بالا کرسنگ               | بخش مرکزی شهرستان شهرکرد       | فرخشهر          | ۴۵۰            | ۲۰             | ۳۰           | ۱۰                  | ۴۶                  |
| قنات بالا یولدرسی             | بخش مرکزی شهرستان شهرکرد       | شهرکیان         | ۲۵۰            | ۱۳             | ۱۳           | ۵                   | ۲۰                  |
| قنات بالاقلنگان               | بخش مرکزی شهرستان شهرکرد       | مهدیه           | ۱۲۰۰           | ۶۵             | ۱۸           | ۱۰                  | ۶۰                  |
| قنات برووی                    | بخش مرکزی شهرستان شهرکرد       | فرخشهر          | ۴۰۰۰           | ۲۰۰            | ۵            | ۷۰                  | ۱۱۰۰                |
| قنات بوریانی                  | بخش مرکزی شهرستان شهرکرد       | طاقانک          | ۱۵۰۰           | ۸۰             | ۳۶           | ۱۵                  | ۷۷                  |
| قنات ترابی                    | بخش مرکزی شهرستان شهرکرد       | هفشجان          | ۳۸۰            | ۲۵             | ۱۰           | ۱۰                  | ۳۶                  |
| قنات تقه بالا                 | بخش مرکزی شهرستان شهرکرد       | شمس‌آباد         | ۲۰۰۰           | ۴۰             | ۳۲           | ۱۰                  | ۹۵                  |
| قنات تقه پایین                | بخش مرکزی شهرستان شهرکرد       | شمس‌آباد         | ۱۰۰۰           | ۲۵             | ۲۵           | ۵                   | ۵۰                  |
| قنات جاخرمن                   | بخش مرکزی شهرستان شهرکرد       | هفشجان          | ۲۲۰            | ۱۰             | ۸            | ۱۰                  | ۱۲                  |
| قنات داشلی چاه                | بخش مرکزی شهرستان شهرکرد       | فرخشهر          | ۴۰۰            | ۱۵             | ۱۰           | ۵                   | ۸                   |
| قنات دره ارخین                | بخش مرکزی شهرستان شهرکرد       | شهرکیان         | ۱۵۰            | ۳              | ۸            | ۵                   | ۸٫۵                 |
| قنات دره بید                  | بخش مرکزی شهرستان شهرکرد       | هفشجان          | ۶۰۰            | ۳۴             | ۲۰           | ۱۰                  | ۶۵                  |
| قنات دره غازی                 | بخش مرکزی شهرستان شهرکرد       | هفشجان          | ۴۰۰            | ۲۰             | ۲۲           | ۵                   | ۱۵                  |
| قنات دره لری                  | بخش مرکزی شهرستان شهرکرد       | طاقانک          | ۱۵۰            | ۹              | ۸            | ۵                   | ۳                   |
| قنات دره مرغی                 | بخش مرکزی شهرستان شهرکرد       | هفشجان          | ۲۰۰            | ۲۰             | ۱۶           | ۱۰                  | ۱۰۰                 |
| قنات دره چاهی آی مسیح         | بخش مرکزی شهرستان شهرکرد       | هفشجان          | ۷۰             | ۸              | ۱۲           | ۵                   | ۱۵                  |
| قنات دره گرازی                | بخش مرکزی شهرستان شهرکرد       | شمس‌آباد         | ۳۰۰            | ۱۲             | ۹            | ۵                   | ۱۵                  |
| قنات دهک وسطی                 | بخش مرکزی شهرستان شهرکرد       | فرخشهر          | ۲۲۰۰           | ۹۰             | ۲۵           | ۲۵                  | ۱۰۰                 |
| قنات رباط                     | بخش مرکزی شهرستان شهرکرد       | فرخشهر          | ۳۰۰۰           | ۹۰             | ۳۰           | ۵۰                  | ۱۱۲                 |
| قنات سرسری برافتاب            | بخش مرکزی شهرستان شهرکرد       | هفشجان          | ۷۰۰۰           | ۳۵             | ۱۵           | ۱۰                  | ۲۵                  |
| قنات طاهرآباد سفلی            | بخش مرکزی شهرستان شهرکرد       | فرخشهر          | ۲۳۰۰           | ۸۵             | ۶۰           | ۱۵                  | ۱۷۲                 |
| قنات طاهرآباد علیا            | بخش مرکزی شهرستان شهرکرد       | فرخشهر          | ۱۵۰۰           | ۶۰             | ۴۰           | ۱۵                  | ۱۵۰                 |
| قنات عبداله وطن خواه          | بخش لاران شهرستان شهرکرد       | سرغملک          | ۵۰             | ۸              | ۴            | ۱۰                  | ۱۰                  |
| قنات قره چشمه                 | بخش مرکزی شهرستان شهرکرد       | نواباد -سیرک    | ۲۰۰۰           | ۷۵             | ۳۵           | ۱۵                  | ۳۲۴                 |
| قنات قره کهریز                | بخش لاران شهرستان شهرکرد       | سرغملک          | ۴۰۰            | ۱۶             | ۰            | ۸                   | ۳۰                  |
| قنات قریه                     | بخش مرکزی شهرستان شهرکرد       | مهدیه           | ۱۵۰۰           | ۹۲             | ۲۵           | ۵                   | ۲۵۰                 |
| قنات قلعه افزار               | بخش مرکزی شهرستان شهرکرد       | هفشجان          | ۴۰۰            | ۱۴             | ۹            | ۱۰                  | ۵۰                  |
| قنات قنداب                    | بخش مرکزی شهرستان شهرکرد       | شهرکیان         | ۴۵۰            | ۲۰             | ۱۵           | ۵                   | ۹۵۰                 |
| قنات لک لک برافتاب            | بخش مرکزی شهرستان شهرکرد       | هفشجان          | ۱۲۰۰           | ۴۳             | ۳۵           | ۱۵                  | ۹۵                  |
| قنات ماه بانو                 | بخش مرکزی شهرستان شهرکرد       | شهرکیان         | ۳۰۰            | ۱۵             | ۹            | ۵                   | ۵                   |
| قنات محمودآباد                | بخش مرکزی شهرستان شهرکرد       | طاقانک          | ۲۰۰            | ۱۸             | ۱۵           | ۱۰                  | ۲۵                  |
| قنات مزرعه                    | بخش مرکزی شهرستان شهرکرد       | طاقانک          | ۱۶۰۰           | ۷۶             | ۳۰           | ۱۵                  | ۱۴۵                 |
| قنات مزرعه امیرآباد           | بخش مرکزی شهرستان شهرکرد       | طاقانک          | ۷۰۰            | ۳۵             | ۱۲           | ۱۰                  | ۱۶                  |
| قنات مزرعه امیرآباد           | بخش مرکزی شهرستان شهرکرد       | طاقانک          | ۷۰۰            | ۲۴             | ۱۲           | ۱۵                  | ۱۶                  |
| قنات مزرعه انجیرک             | بخش مرکزی شهرستان شهرکرد       | طاقانک          | ۱۰۰            | ۸              | ۱۲           | ۱۰                  | ۹                   |
| قنات مزرعه بابا بیله          | بخش مرکزی شهرستان شهرکرد       | شهرکرد          | ۲۴۰            | ۱۲             | ۱۵           | ۵                   | ۴                   |
| قنات مزرعه باد ی              | بخش مرکزی شهرستان شهرکرد       | فرخشهر          | ۲۱۰۰           | ۵۵             | ۳۶           | ۲۰                  | ۱۰۰                 |
| قنات مزرعه حجازی              | بخش مرکزی شهرستان شهرکرد       | طاقانک          | ۱۲۰            | ۷              | ۵            | ۵                   | ۵                   |
| قنات مزرعه حکیمی              | بخش مرکزی شهرستان شهرکرد       | فرخشهر          | ۸۰۰            | ۳۵             | ۳۰           | ۱۵                  | ۵۰                  |
| قنات مزرعه داربید             | بخش مرکزی شهرستان شهرکرد       | شهرکرد          | ۲۰۰            | ۹              | ۷            | ۵                   | ۹                   |
| قنات مزرعه دره باریک          | بخش مرکزی شهرستان شهرکرد       | شهرکرد          | ۱۰۰۰           | ۳۵             | ۲۰           | ۱۰                  | ۴                   |
| قنات مزرعه دره مرغی           | بخش مرکزی شهرستان شهرکرد       | شهرکرد          | ۷۵۰            | ۳۶             | ۲۰           | ۱۰                  | ۲۰                  |
| قنات مزرعه دره چموئی          | بخش مرکزی شهرستان شهرکرد       | شهرکرد          | ۲۵۰            | ۱۰             | ۸            | ۵                   | ۴۳                  |
| قنات مزرعه دره کهریز          | بخش مرکزی شهرستان شهرکرد       | شهرکرد          | ۲۰۰            | ۱۶             | ۱۵           | ۵                   | ۱۸                  |
| قنات مزرعه دهک میانی          | بخش مرکزی شهرستان شهرکرد       | فرخشهر          | ۳۰۰۰           | ۹۶             | ۲۲           | ۱۵                  | ۱۲۰                 |
| قنات مزرعه دوتو رحمت‌آباد      | بخش مرکزی شهرستان شهرکرد       | شهرکرد          | ۶۰۰            | ۳۰             | ۵۰           | ۲۰                  | ۱۹۲                 |
| قنات مزرعه دوتو منصوریه       | بخش مرکزی شهرستان شهرکرد       | شهرکرد          | ۱۵۰۰           | ۱۸             | ۱۵           | ۱۰                  | ۱۶                  |
| قنات مزرعه دوتومنظریه احمدیان | بخش مرکزی شهرستان شهرکرد       | شهرکرد۱۳        | ۵۸۰            | ۲۱             | ۱۸           | ۱۰                  | ۱۰۰                 |
| قنات مزرعه دوتومنظریه رضوی    | بخش مرکزی شهرستان شهرکرد       | شهرکرد          | ۴۰۰            | ۱۸             | ۱۵           | ۱۵                  | ۲۵                  |
| قنات مزرعه زرویا              | بخش مرکزی شهرستان شهرکرد       | فرخشهر          | ۱۵۰            | ۷              | ۹            | ۱۰                  | ۴۵                  |
| قنات مزرعه سارقایه            | بخش مرکزی شهرستان شهرکرد       | فرخشهر          | ۱۰۰            | ۸              | ۳۰           | ۱۰                  | ۲۵                  |
| قنات مزرعه شاه منظر           | بخش مرکزی شهرستان شهرکرد       | شهرکرد          | ۱۰۰۰           | ۴۰             | ۲۵           | ۱۰                  | ۱۶۵                 |
| قنات مزرعه شوره بومی          | بخش مرکزی شهرستان شهرکرد       | شهرکرد          | ۶۰۰۰           | ۳۲۰            | ۳۰           | ۱۰                  | ۱۲۰                 |
| قنات مزرعه عفان               | بخش مرکزی شهرستان شهرکرد       | فرخشهر          | ۳۵۰            | ۱۵             | ۸            | ۱۰                  | ۲۵                  |
| قنات مزرعه غازوانی            | بخش مرکزی شهرستان شهرکرد       | فرخشهر          | ۶۰۰۰           | ۱۹۰            | ۷۵           | ۲۵                  | ۱۲۰                 |
| قنات مزرعه قراولی             | بخش مرکزی شهرستان شهرکرد       | شهرکرد          | ۱۵۰۰           | ۲۴             | ۹            | ۱۰                  | ۱۶                  |
| قنات مزرعه قریه               | بخش مرکزی شهرستان شهرکرد       | بهرام‌آباد       | ۱۲۰۰           | ۷۵             | ۱۵           | ۵                   | ۱۵۰                 |
| قنات مزرعه ماسیبند            | بخش مرکزی شهرستان شهرکرد       | شهرکرد          | ۳۵۰            | ۱۲             | ۹            | ۵                   | ۷                   |
| قنات مزرعه ماه بانو           | بخش مرکزی شهرستان شهرکرد       | شهرکیان         | ۲۰۰            | ۱۰             | ۱۱           | ۵                   | ۱۳٫۵                |
| قنات مزرعه مهدی‌آباد           | بخش مرکزی شهرستان شهرکرد       | طاقانک          | ۴۰۰            | ۲۳             | ۱۴           | ۵                   | ۴٫۵                 |
| قنات مزرعه نجف‌آباد            | بخش مرکزی شهرستان شهرکرد       | طاقانک          | ۴۰۰            | ۱۶             | ۱۱           | ۵                   | ۶                   |
| قنات مزرعه ولی‌آباد            | بخش مرکزی شهرستان شهرکرد       | فرخشهر          | ۷۰۰            | ۳۵             | ۲۵           | ۱۰                  | ۲۵                  |
| قنات مزرعه پایین دره چاهی     | بخش مرکزی شهرستان شهرکرد       | شهرکرد          | ۸۰۰            | ۳۵             | ۳۰           | ۵                   | ۴۰                  |
| قنات مزرعه چاه گرگ            | بخش مرکزی شهرستان شهرکرد       | فرخشهر          | ۳۹۰            | ۱۵             | ۱۰           | ۵                   | ۱۵                  |
| قنات مزرعه چشمه سفید          | بخش مرکزی شهرستان شهرکرد       | شهرکرد          | ۵۰۰            | ۱۵             | ۳۰           | ۵                   | ۱۰                  |
| قنات مزرعه کماهستان           | بخش مرکزی شهرستان شهرکرد       | فرخشهر          | ۹۰۰            | ۴۰             | ۱۷           | ۱۵                  | ۶۰                  |
| قنات مزرعه کوه سفید           | بخش مرکزی شهرستان شهرکرد       | فرخشهر          | ۱۰۰۰           | ۳۵             | ۳۰           | ۱۰                  | ۷۰                  |
| قنات مزرعه کچل آغپور          | بخش مرکزی شهرستان شهرکرد       | سیرک            | ۱۰۰            | ۷              | ۷            | ۱۰                  | ۲۵                  |
| قنات مزرعه گلخانه اول         | بخش مرکزی شهرستان شهرکرد       | طاقانک          | ۹۰۰            | ۳۵             | ۱۰           | ۵                   | ۵                   |
| قنات مزرعه گلخانه دوم         | بخش مرکزی شهرستان شهرکرد       | طاقانک          | ۱۵۰            | ۵              | ۸            | ۵                   | ۷                   |
| قنات نصرت‌آباد                 | بخش مرکزی شهرستان شهرکرد       | فرخشهر          | ۲۵۰            | ۱۰             | ۱۰           | ۱۵                  | ۴۷                  |
| قنات نوغفران                  | بخش مرکزی شهرستان شهرکرد       | شهرکیان         | ۲۵۰۰           | ۱۱۰            | ۳۰           | ۵                   | ۲۸۰                 |
| قنات وسط قیاجوی               | بخش مرکزی شهرستان شهرکرد       | بهرام‌آباد       | ۴۰۰            | ۲۰             | ۷            | ۵                   | ۲۴                  |
| قنات وسط مرغک                 | بخش مرکزی شهرستان شهرکرد       | فرخشهر          | ۱۰۰            | ۵              | ۵            | ۳                   | ۷                   |
| قنات وسط نانواخانه            | بخش مرکزی شهرستان شهرکرد       | شهرکرد          | ۳۵۰            | ۳۲             | ۱۶           | ۵                   | ۱۰۵                 |
| قنات وسط کرسنگ                | بخش مرکزی شهرستان شهرکرد       | فرخشهر          | ۶۰۰            | ۲۸             | ۲۲           | ۱۵                  | ۴۶                  |
| قنات پایین آبش شر             | بخش مرکزی شهرستان شهرکرد       | فرخشهر          | ۵۰             | ۷              | ۴            | ۲                   | ۳                   |
| قنات پایین بجگزاری            | بخش مرکزی شهرستان شهرکرد       | شمس‌آباد         | ۱۱۰۰           | ۳۶             | ۳۰           | ۱۰                  | ۱۵                  |
| قنات پایین حاج کهوا           | بخش مرکزی شهرستان شهرکرد       | شهرکرد          | ۶۰۰            | ۲۴             | ۱۲           | ۱۰                  | ۳۶۰                 |
| قنات پایین دره مهدی           | بخش مرکزی شهرستان شهرکرد       | شهرکرد۳۵        | ۴۵۰            | ۱۵             | ۱۶           | ۵                   | ۹۲                  |
| قنات پایین ساوردک             | بخش مرکزی شهرستان شهرکرد       | شهرکیان         | ۵۰۰            | ۲۲             | ۱۲           | ۳                   | ۴٫۰۹۹۹۹۹۹۰۴۶۳۲۵۷    |
| قنات پایین شوراچه             | بخش مرکزی شهرستان شهرکرد       | فرخشهر          | ۱۱۰۰           | ۵۰             | ۲۰           | ۷                   | ۱۱۶                 |
| قنات پایین قلنگان             | بخش مرکزی شهرستان شهرکرد       | مهدیه           | ۱۰۰۰           | ۶۰             | ۲۰           | ۷                   | ۴۵                  |
| قنات پایین قلنگان دشنده       | بخش مرکزی شهرستان شهرکرد       | شهرکرد          | ۱۳۰۰           | ۴۸             | ۵۰           | ۱۰                  | ۱۰۸۰                |
| قنات پایین مرغک               | بخش مرکزی شهرستان شهرکرد       | فرخشهر          | ۲۵۰            | ۱۲             | ۷            | ۸                   | ۹                   |
| قنات پایین منصورآباد          | بخش مرکزی شهرستان شهرکرد       | فرخشهر          | ۱۵۰۰           | ۲۵             | ۱۵           | ۱۰                  | ۴۵                  |
| قنات پایین نانواخانه          | بخش مرکزی شهرستان شهرکرد       | شهرکرد          | ۲۵۰            | ۱۱             | ۱۰           | ۱۰                  | ۱۰۵                 |
| قنات پایین پاجفت              | بخش مرکزی شهرستان شهرکرد       | فرخشهر          | ۲۵۰۰           | ۸۵             | ۳۵           | ۲۰                  | ۱۵۰                 |
| قنات پایین کرسنگ              | بخش مرکزی شهرستان شهرکرد       | فرخشهر          | ۱۲۰۰           | ۴۵             | ۲۰           | ۵                   | ۴۶                  |
| قنات پایین یولدرسی            | بخش مرکزی شهرستان شهرکرد       | شهرکیان         | ۱۹۰            | ۱۰             | ۶            | ۵                   | ۱۵                  |
| قنات کت محله                  | بخش مرکزی شهرستان شهرکرد       | هفشجان          | ۲۰۰            | ۸              | ۲۳           | ۱۰                  | ۲۰                  |
| قنات کریم‌آباد                 | بخش مرکزی شهرستان شهرکرد       | طاقانک          | ۱۰۰۰           | ۳۵             | ۱۴           | ۱۰                  | ۳۰                  |
| قنات کینا بالا                | بخش مرکزی شهرستان شهرکرد       | هفشجان          | ۳۵۰            | ۱۲             | ۱۰           | ۱۲                  | ۲۰                  |
| قنات گلستان                   | بخش مرکزی شهرستان شهرکرد       | فرخشهر          | ۵۰۰۰           | ۲۰۰            | ۵۰           | ۲۵                  | ۱۹۵                 |
| قنات گلک                      | بخش مرکزی شهرستان شهرکرد       | هفشجان          | ۴۰۰            | ۱۷             | ۱۸           | ۱۰                  | ۴۰                  |
| لعه چاسنی بالا                | بخش لاران شهرستان شهرکرد       | سرغملک          | ۱۵۰            | ۱۲             | ۸            | ۱۲                  | ۳۰                  |
| لعه چاسنی پایین               | بخش لاران شهرستان شهرکرد       | سرغملک          | ۹۸             | ۶              | ۵            | ۱۰                  | ۱۲                  |
| محمددره بالا                  | بخش لاران شهرستان شهرکرد       | سرغملک          | ۱۴۰            | ۱۴             | ۵٫۵          | ۱۲                  | ۴۲                  |
| محمددره پایین                 | بخش لاران شهرستان شهرکرد       | سرغملک          | ۲۶۰            | ۱۶             | ۰            | ۱۴                  | ۴۸                  |
| مرغ آشنا                      | بخشی نامعلوم در شهرستان شهرکرد | شیخ بشان        | ۱۰۰            | ۸              | ۱۰           | ۰                   | ۱۲۰                 |
| معزک                          | بخش مرکزی شهرستان شهرکرد       | اشکفک           | ۳۰۰            | ۲۲             | ۱۳           | ۱۵                  | ۵۰                  |
| موسوی(قریه)                   | بخشی نامعلوم در شهرستان شهرکرد | شیخ بشان        | ۱۰۰            | ۶              | ۸            | ۳                   | ۱۸۵                 |
| میرزاآباد                     | بخش مرکزی شهرستان شهرکرد       | دستگرد          | ۸۰۰            | ۳۱             | ۲۶           | ۵۰                  | ۱۰۰                 |
| نامزده بالا                   | بخش لاران شهرستان شهرکرد       | سرغملک          | ۱۲۰            | ۸              | ۶            | ۷                   | ۲۰                  |
| نامزده پایین                  | بخش لاران شهرستان شهرکرد       | سرغملک          | ۱۰۰            | ۷              | ۱۰           | ۶                   | ۳۲                  |
| نوروزعلی باشلو                | بخش لاران شهرستان شهرکرد       | سرغملک          | ۱۵۰            | ۱۴             | ۶            | ۱۰                  | ۳۰                  |
| پربیشه                        | بخش مرکزی شهرستان شهرکرد       | کاکولک          | ۶۰۰            | ۲۰             | ۱۶           | ۱۵                  | ۸۵                  |
| پروین                         | بخش مرکزی شهرستان شهرکرد       | ارجنک           | ۷۰             | ۳              | ۷            | ۳                   | ۵                   |
| پیرغیب                        | بخش لاران شهرستان شهرکرد       | سودجان          | ۵۰             | ۳              | ۶            | ۱۵                  | ۴۵                  |
| چشمه ماشیه                    | بخش مرکزی شهرستان شهرکرد       | اشکفک           | ۳۰۰            | ۳۰             | ۱۰           | ۲۰                  | ۴۰                  |
| چهاردانگی                     | بخش مرکزی شهرستان شهرکرد       | ارجنک           | ۲۰۰            | ۷              | ۱۰           | ۴                   | ۵                   |
| کماکن                         | بخش مرکزی شهرستان شهرکرد       | کاکولک          | ۲۷۰            | ۶              | ۵            | ۴۰                  | ۸۵                  |
| گلینک بالا                    | بخش مرکزی شهرستان شهرکرد       | دنک             | ۳۵۰            | ۱۹             | ۲۳           | ۲۵                  | ۴۰                  |
| گهرباران                      | بخش مرکزی شهرستان شهرکرد       | چالشتر          | ۱۵۰۰           | ۱۶             | ۱۸           | ۱۵                  | ۲۰                  |
| گوراب                         | بخشی نامعلوم در شهرستان شهرکرد | شیخ بشان        | ۲۰۰۰           | ۵۰             | ۲۰           | ۰                   | ۲۱۰                 |
| گینه ۱                        | بخش مرکزی شهرستان شهرکرد       | پیربلوط         | ۲۰۰            | ۰              | ۰            | ۳                   | ۱۰۰                 |
| گینه ۲                        | بخش مرکزی شهرستان شهرکرد       | پیربلوط         | ۳۰۰            | ۸              | ۰            | ۷                   | ۱۰۰                 |